# Titus Quinctius Capitolinus Barbatus
Titus Quinctius Capitolinus Barbatus (* um 505 v. Chr. in Rom; † nach 423 v. Chr.) war ein Politiker und Feldherr der römischen Republik. Er war sechsmaliger Consul. Wie bei allen Personen der römischen Frühzeit sollten die meisten überlieferten Einzelheiten über sein Leben mit einer gewissen Vorsicht betrachtet werden.

## Familie
Titus Quinctius Barbatus entstammte der patrizischen gens Quinctia, die zu den ältesten Geschlechtern Roms zählte. Über seine Eltern und seine Ehe ist nichts bekannt, außer dass er einen Sohn gleichen Namens hatte, der 421 das Consulat bekleiden sollte. Der Beiname Capitolinus könnte auf den Sitz der Familie auf dem gleichnamigen Hügel hindeuten.

## Consul und Heerführer
Titus Quinctius Barbatus werden insgesamt sechs Consulate zugeschrieben, eine für die frühe römische Republik erstaunliche Anzahl. Titus Livius beschrieb ihn trotz seiner Beliebtheit als schwierigen Charakter.
Sein erstes Consulat 471 v. Chr., gemeinsam mit Appius Claudius Crassus, einem Verfechter patrizischer Rechte, war geprägt von einem Streit seines Mitconsuls mit den Plebejern. Aus diesem Streit und durch Vermittlung des Quinctius entstand schließlich die Lex Publilia. Militärisch führte er erfolgreich eine römische Armee gegen die Volsker. Eine überlieferte Episode belegt seine Beliebtheit bei Volk und Soldaten nach diesen innen- und außenpolitischen Erfolgen: Als ein (falsches) Gerücht über feindliche Stämme aufkam, die auf Rom marschieren würden, hielt Titus Quinctius die Menge vor einer Panik durch eine Rede zurück.
468 v. Chr. wurde er erneut zum Consul gewählt – zusammen mit Quintus Servilius Structus Priscus. Erneut triumphierte er über die Volsker, die zusammen mit den Antiaten kämpften. Als triumvir agris dandis assignandisque (Mitglied des Dreimännerkollegiums für die Auswahl von Neusiedlern in den eroberten Gebieten) war er auch bei der Gründung einiger Coloniae im römisch gewordenen Gebiet mit der Hauptstadt Antium beteiligt, was ihm weitere Unterstützer einbrachte.
Bereits drei Jahre später folgte das dritte Consulat, 465 v. Chr., zusammen mit Quintus Fabius Vibulanus. Erneut musste Titus Quinctius in den Kampf ziehen, diesmal gegen die Aequer. Diese Auseinandersetzung setzte er im folgenden Jahr als Proconsul fort.
Nach einer längeren Pause – von 458 v. Chr. ist eine Quaestur überliefert – wurde er 446 v. Chr. erneut in das Consulat gewählt – diesmal mit Agrippa Furius Fusus. Letzterer geriet mit seinen Truppen in einen Hinterhalt der Aequer, von dem ihn Titus Quinctius mit einem herbeigerufenen Reserveheer befreien konnte.
In seinem fünften Konsulat 443 v. Chr. – mit Marcus Geganius Macerinus – erscheint Titus Quinctius als Mann des Ausgleichs zwischen den Ständen. Noch einmal – zum insgesamt sechsten Mal – bekleidete er 439 v. Chr. gemeinsam mit Agrippa Menenius Lanatus das Consulat. Dabei soll er im Kampf gegen eine Verschwörung eines Spurius Maelius die Dictatur für Lucius Quinctius Cincinnatus vom Senat gefordert und auch bewilligt bekommen haben. Der Staatsstreich wurde schnell niedergeschlagen, Cincinnatus trat zurück und übergab die Macht wieder dem Senat.
Als Proconsul zog er im Jahr darauf erneut in den Krieg, diesmal gegen die Etrusker. Ein letztes Mal wird er im Jahr 423 v. Chr. erwähnt, als er Titus Quinctius Pennus Cincinnatus im hohen Alter vor der Volksversammlung verteidigte. Kurz darauf scheint er eines natürlichen Todes gestorben zu sein.
Als nun der Senat zusammentrat, richteten alle ihre Blicke auf Quinctius, und die angesehensten Senatoren sagten, jene Volksversammlung sei der Würde eines Konsuls angemessen gewesen, sie sei so vieler Konsulate, die er schon geführt habe, würdig gewesen, würdig auch seines ganzen Lebens, das voll war von Ehrenämtern, die er oft erhalten, noch öfter verdient habe.